# Nectopsyche dorsalis
Nectopsyche dorsalis är en nattsländeart som först beskrevs av Banks 1901.  Nectopsyche dorsalis ingår i släktet Nectopsyche och familjen långhornssländor. Inga underarter finns listade i Catalogue of Life.